# Auzon (rzeka w Puy-de-Dôme)
Auzon – rzeka we Francji, przepływająca przez teren departamentu Puy-de-Dôme, o długości 18,7 km. Stanowi lewy dopływ rzeki Allier.
Auzon przepływa przez: Saint-Genès-Champanelle, Chanonat, La Roche-Blanche, Orcet, Le Cendre, Cournon-d’Auvergne.